# Маркиз де Поса
Маркиз де Поса — испанский дворянский титул. Он был создан 23 января 1537 года королем Испании Филиппом II для Хуана де Рохаса и Рохаса, старшего сына Диего де Рохаса и Перейры, сеньора де Монсон, и Эльвиры де Рохас, 5-й сеньоры де Поса.
Названия маркизата происходит от названия муниципалитета Поса-де-ла-Саль, провинция Бургос, автономное сообщество Кастилия и Леон.
Нынешним владельцем титула является Гонсало де ла Сьерва и Морено, 17-й маркиз де Поса.

## Маркизы де Поса
- Хуан де Рохас и Рохас  (? — ?), 1-й маркиз де Поса. Сын Диего де Рохаса, сеньора де Монсон, и Эльвиры де Рохас, 5-й сеньоры де Поса и Вильякиран.
  - Супруга — Марина де Сармьенто, дочь Диего Гомеса Сармьенто, 1-го графа да Салинас, и Марии де Вильяндрандо.
  - Супруга — Хуана Манрике де Лара и Дельгадильо, дочь Педро Манрике де Лары и Сандоваля, 1-го герцога де Нахера, и Инес де Мендосы и Дельгадильо. Санчо де Рохас Сармьенто, его старший сын от первого брака, женился на Франсиске Энрикес, дочери Франсиско Энрикеса де Альмансы, 1-го маркиза де Альканьисес, и Изабель де Ульоа. Санчо скончался при жизни отца, поэтому титул унаследовал его старший сын, внук 1-го маркиза:

- Санчо де Рохас Энрикес (? — ?), 2-й маркиз де Поса. Скончался бездетным, ему наследовал его младший брат:

- Франсиско де Рохас Энрикес (? — 1605), 3-й маркиз де Поса.
  - Супруга — Франсиска Энрикес Кабрера, дочь Луиса Энрикеса и Тельес-Хирона, 6-го адмирала Кастилии, и Анны де Кабреры, 16-й виконтессы де Кабрера.
  - Супруга — Хуана Манрике де Лара и Фахардо, дочь Хуана Манрике де Лары и Кардоны, сеньора де Сан-Леонардо, и Анны Фахардо Чакон де Сильвы. Ему наследовала его дочь от первого брака:

- Марианна де Рохас Энрикес  (1577—1630), 4-я маркиза де Поса
  - Супруг — Луис Фернандес де Кордова и Арагон (? — 1642), 6-й герцог де Сесса, 7-й герцог де Кардона, герцог де Баэна, 5-й герцог де Сома, 8-й граф де Кабра. Ей наследовала их дочь:

- Хуана де Кордова и Рохас  (ок. 1620 — 25 августа 1680), 5-я маркиза де Поса.
  - Супруг — Франсиско де Кордова, сын Антонио де Кордовы и Кардоны, 7-го графа де Кабра, 5-го герцога де Сесса, и Хуаны де Арагон.
  - Супруг — Лопе де Москосо и Мендоса, 4-й маркиз де Альмасан, сын Гаспара де Москосо Осорио и Сандоваля, 7-го графа де Альтамиры, и Антонии де Мендосы и Портокарреро, 3-й маркизы де Альмасан.
  - Супруг — Диего де Гусман (1580—1655), 1-й маркиз де Леганес, сын Диего Веласкеса Давилы, 1-го графа де Уседы, и Леонор де Гусман. Ей наследовала её дочь от первого брака:

- Луис де Москосо Осорио Месия де Гусман Мендоса и Рохас  (1657—1698), 6-й маркиз де Поса, 6-й маркиз де Альмасан, 9-й граф де Монтеагудо, 6-й граф де Лодоса. Сын Гаспара Москосо Осорио, 8-го графа д Монтеагудо и 5-го маркиза де Альмасан, и Инес Давилы Месия Гусман, 4-й маркизы де Леганес. Внук Хуаныде Кордовы и Рохас, 5-й маркизы де Поса.
  - Супруга — Мария де Бенавидес Понсе де Леон, дочь Луиса Франсиско Фернандеса де Бенавидеса Каррильо де толедо, 5-го маркиза де Фромиста, и Каталины Понсе де Леон Кордовы де Арагон.
  - Супруга — Мария Анхела де Арагон и Бенавидес (1666—1737), дочь Луиса де Арагона и Фернандеса де Кордовы, 7-го герцога де Кардоны, и Марии де Бенавидес. Ему наследовал его сын от второго брака:

- Антонио Гаспар де Москосо Осорио и Арагон  (1689 — 3 января 1725), 7-й маркиз де Поса, 8-й граф де Альтамира, 5-й герцог де Санлукар-ла-Майор.
  - Супруга — Анна Николаса де Гусман и Кордова Осорио Давила (? — 1762), 13-я маркиза де Асторга, дочь Мельчора де Гусмана Осорио Давилы, 6-го маркиза де Велада, 4-го маркиза де Сан-Роман, 12-го маркиза де Асторга, и Марии Анны Фернандес де Кордовы. Ему наследовал их старший сын:

- Вентура Антонио Осорио де Москосо и Гусман Давила и Арагон (1707 — 29 марта 1746), 9-й маркиз де Поса, 4-й герцог де Атриско, 4-й герцог де Медина-де-лас-Торрес.
  - Супруга — Буэнавентура Франсиска Фернандес де Кордова и де Арагон (1712—1768), 11-я герцогиня де Сесса, дочь Франсиско Хавьера де Кордовы и Арагона, 13-го графа де Кабры, и Терезы Фернандес де Кордовы.

- Вентура Осорио де Москосо и Фернандес де Кордова (1731 — 7 января 1776), 10-й маркиз де Поса, 15-й маркиз де Асторга, 16-й граф де Кабра, 12-й герцог де Сесса, 10-й герцог де Баэна, 5-й герцог де Атриско, 14-й виконт де Иснахар.
  - Супруга — Мария де ла Консепсьон де Гусман и Фернандес де Кордова (1730—1776), дочь Хосе Марии Диего де Гусмана Велеса де Ладрона де Гевары, 12-го графа де Оньяте, 6-го маркиза де Монтеалегре, и Марии Феличи Фернандес де Кордовы Эспинолы и де ла Серды. Ему наследовал их сын:

- Висенте Хоакин Осорио де Москосо и Гусман  (17 января 1756 — 26 августа 1816), 11-й маркиз де Поса, 16-й маркиз де Асторга, 17-й граф де Кабра, 13-й герцог де Сесса, 11-й герцог де Баэна, 12-й маркиз де Аямонте, 15-й виконт де Иснахар.
  - Супруга — Мария Игнасия Альварес де Толедо и Гонзага Караччоло (1757—1795), дочь Антонио Марии Хосе Альвареса де Толедо и Переса де Гусмана, 10-го маркиза де Вильяфранка и де лос Велес, и Марии Антонии Доротеи Синфоросы Гонзага и Караччоло.
  - Супруга — Мария Магдалена Фернандес де Кордова и Понсе де Леон (1780—1830), дочь Хоакина Фернандеса де Кордовы и Осеса и Бригиды Магдалены Понсе де Леон и Давилы. Ему наследовал его сын от первого брака:

- Висенте Изабель Осорио де Москосо и Альварес де Толедо (19 ноября 1778 — 31 августа 1837), 12-й маркиз де Поса, 14-й герцог де Сесса, 13-й граф де Альтамира, 13-й герцог де Сома, 12-й герцог де Баэна, 7-й герцог де Атриско, 16-й виконт де Иснахар.
  - Супруга — Кармен Понсе де Леон и Карвахаль Ланкастр (1780—1813), герцогиня де Монтемар, дочь Антонио Марии Понсе де Леон Давилы и Каррильо де Альборнос, 4-го герцога де Монтемар, и Марии Луизы Карвахаль и Гонзага. Ему наследовал их сын:

- Висенте Пио Осорио де Москосо и Понсе де Леон (22 июля 1801 — 22 февраля 1864), 13-й маркиз де Поса, 15-й граф де Альтамира, 15-й герцог де Сесса, 14-й герцог де Сома, 13-й герцог де Баэна, 17-й виконт де Иснахар.
  - Супруга — Мария Луиза де Карвахаль и де Керальт (1804—1843), дочь Хосе Мигеля де Карвахаля Варгаса и Манрике де Лара, 2-го герцога де Сан-Карлос, вице-короля Наварры, и Марии Эулалии де Керальт и Сильвы.

- Мария Рафаэла Осорио де Москосо и Лопес де Ансо  (1893 — 15 октября 1982), 14-я маркиза де Поса, 3-я герцогиня де Терранова, 11-я графиня де Гарсиес. Дочь Альфонсо Осорио де Москосо и Осорио де Москосо (1875—1901), 15-го герцога де Сома, и Марии Изабель Лопес Ансо и Хименес де Эмбун, 3-й баронессы де ла Хойоса. Правнучка Висенте Хоакина Осорио де Москосо и Гусмана (1756—1816), 11-го маркиза де Поса.
  - Супруга — Антонио Пласидо де ла Сьерва и Левита (1885—1971), 2-й граф де Бальобар. Ей наследовал их сын:

- Альфонсо де ла Сьерва и Осорио де Москосо  (1925 — 18 сентября 1968), 16-й маркиз де Поса.
  - Супруга — Имельда Морено и Артеага, дочь 7-го графа де лос Андес и 12-й маркизы де Элиседа. Ему наследовал их старший сын:

- Гонсало де ла Сьерва и Морено  (род. 27 апреля 1961), 17-й маркиз де Поса, 4-й герцог де Терранова, 3-й граф де Бальобар.